# Naresov tjesnac
Naresov tjesnac (dan. Nares Strædet, fra. Détroit de Nares) je vodeni put u Arktičkom oceanu između otoka Ellesmere i Grenlanda koji povezuje sjeverni dio Baffinovog zaljeva u Atlantskom oceanu s Lincolnovim morem. Od juga prema sjeveru, tjesnac uključuje Smith Sound, Kane Basin, Kanal Kennedyl, Hall Basin i kanal Robeso. Naresov tjesnac ima gotovo stalnu struju sa sjevera, koju pokreće Beaufort Gyre[prijevod?], što otežava plovidbu brodovima koji dolaze s juga.
Godine 1964. njegovo su ime dogovorile danska (Stednavneudvalget, sada Stednavnenævnet) i kanadska vlada. Ime potječe od britanskog mornaričkog časnika Georgea Stronga Naresa.
Tjesnac i susjedne vode obično su opasni za plovidbu i brodarstvo. Sante leda i led prisutni su tijekom cijele godine; u ekstremnom primjeru tijekom 1962–64, 20 km za 10 km ledeni otok plutao je prema jugu od Lincolnova mora kroz Davisov prolaz i Naresov tjesnac do Labradorskog mora. Tijekom kolovoza, međutim, obično je plovan ledolomcima. Prije 1948. zabilježeno je samo pet plovila koja su uspješno plovila sjeverno od Kane Basina. Godine 2009. brod Arctic Sunrise napravio je prvi poznati lipanjski tranzit u Arktički ocean.
Otok Hans, maleni otok koji leži unutar tjesnaca, polagale su pravo i Danska (u ime Grenlanda) i Kanada sve dok sporazumom od 14. lipnja 2022. nije riješen spor povlačenjem granice preko njega. Ostali otoci unutar tjesnaca su otok Joe, otok Crozier i mnogo veći otok Franklin.
Narod Thule stigli su do tjesnaca Nares početkom 13. stoljeća, gdje su lovili i trgovali s Vikinzima. Arheološki ostaci kulture Thule i vikinške prisutnosti pronađeni su na otoku Ruin.

## Daljnje čitanje
- Dawes, Peter R., and J. William Kerr. Nares Strait and the Drift of Greenland A Conflict in Plate Tectonics. Meddelelser om Grønland, 8. Copenhagen: [s.n.], 1982.
- Sadler, H. E. 1976. Water, Heat and Salt Transports Through Nares Strait, Ellesmere Island. "Journal of the Fisheries Research Board of Canada", 33, 2286–2295..
- Zreda, M, J England, F Phillips, D Elmore, and P Sharma. 1999. "Unblocking of the Nares Strait by Greenland and Ellesmere Ice-Sheet Retreat 10,000 Years Ago". Nature. 398, no. 6723: 139.

## Vanjske poveznice
- NASA: Missing 'Ice Arches' Contributed to 2007 Arctic Ice Loss  Arhivirana inačica izvorne stranice od 9. ožujka 2021. (Wayback Machine)
- 'Ocean current observations from Nares Strait to the west of Greenland: Interannual to tidal variability and forcing' (2008)